# Перье, Огюст
Огюст Перье (фр. Auguste Périer; 22 марта 1883, Люнель — 26 октября 1947) — французский кларнетист и музыкальный педагог.
В 1900 году поступил в Парижскую консерваторию в класс кларнета Шарля Тюрбана и в 1904 окончил её с первой премией (в один день с ним первую премию получил другой знаменитый в будущем французский кларнетист, Гастон Амлен). В дальнейшем Перье был солистом оркестра Опера-Комик, а с 1919 года и до конца жизни ― профессором Парижской консерватории. Среди его учеников ― Жак Лансело, а также Анри Акока ― участник первого исполнения «Квартета на конец времени» Мессиана.
Огюсту Перье посвящена поздняя Соната для кларнета и фортепиано Камиля Сен-Санса (1921), он же стал её первым исполнителем. Среди других посвящений Перье — произведения, написанные композиторами специально для конкурсных прослушиваний в Парижской консерватории в 1920―40-е годы, в числе которых «Кантегриль» А. Бюссера (1924), «Деннериана» А. Блоха (1938), Концертштюк Р. Галлуа-Монбрена (1946) и другие сочинения.
Перье виртуозно владел инструментом, обладал блестящей пальцевой техникой и кристально чистым звучанием. Отличительной чертой его исполнения было также вибрато. В 1930―40-е годы он сделал ряд записей, в том числе Фантазии Жоржа Марти, Конкурсного соло для кларнета и фортепиано, op. 10, Анри Рабо и других сочинений.
Перье ― автор этюдов, упражнений, сборников оркестровых трудностей и других дидактических материалов.